# Heteropalpia lilliae
Heteropalpia lilliae là một loài bướm đêm trong họ Erebidae.